# Breakdance (Fahrgeschäft)

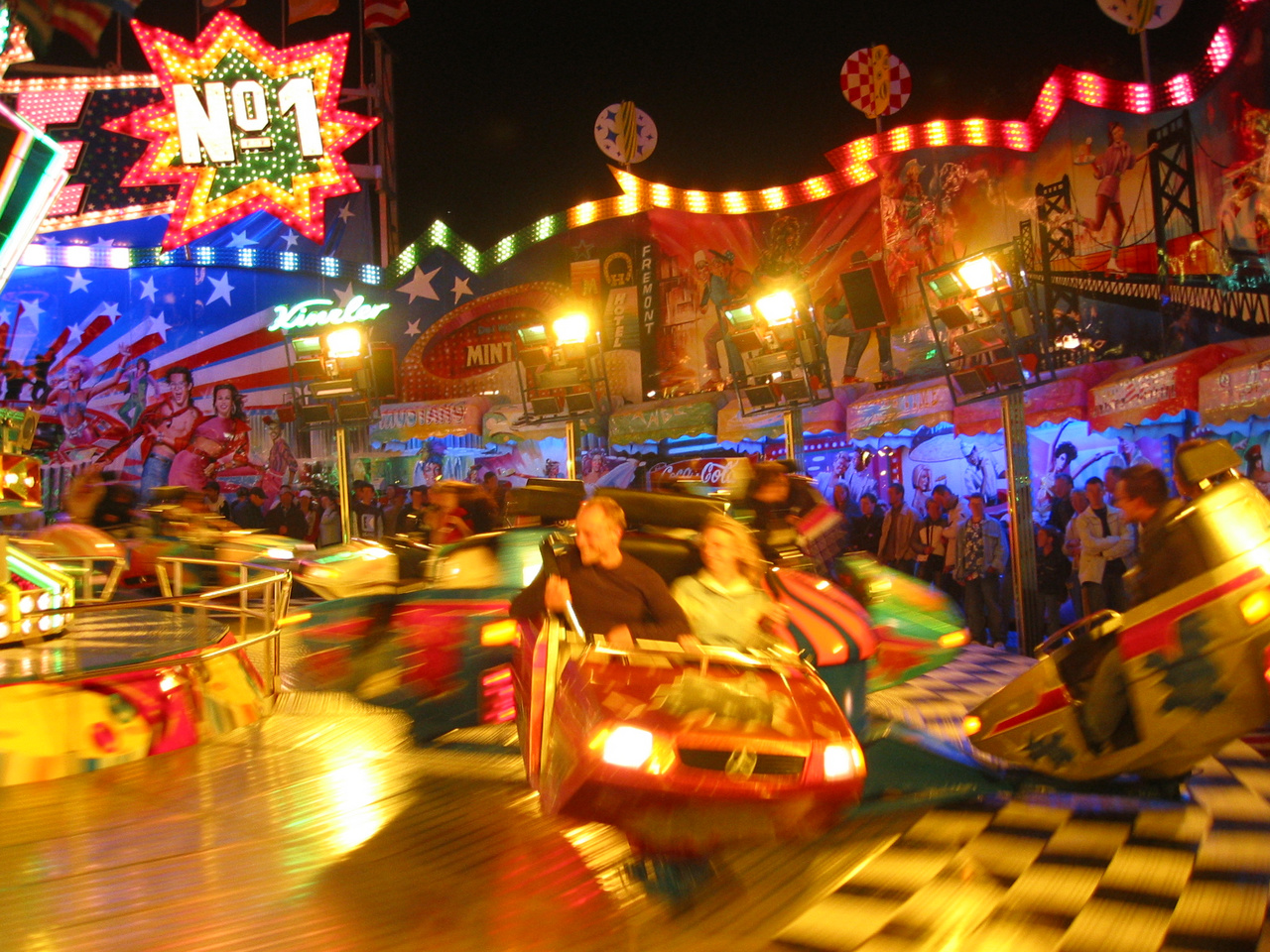
Breakdance No 1 von Kinzler in Betrieb bei Nacht (Typ: Break Dance 2)

Der Breakdance  (auch Break Dance, Break Dancer oder kurz Breaker) ist ein Fahrgeschäft bzw. Fahrgeschäftstyp, das häufig auf Volksfesten anzutreffen ist.

## Aufbau

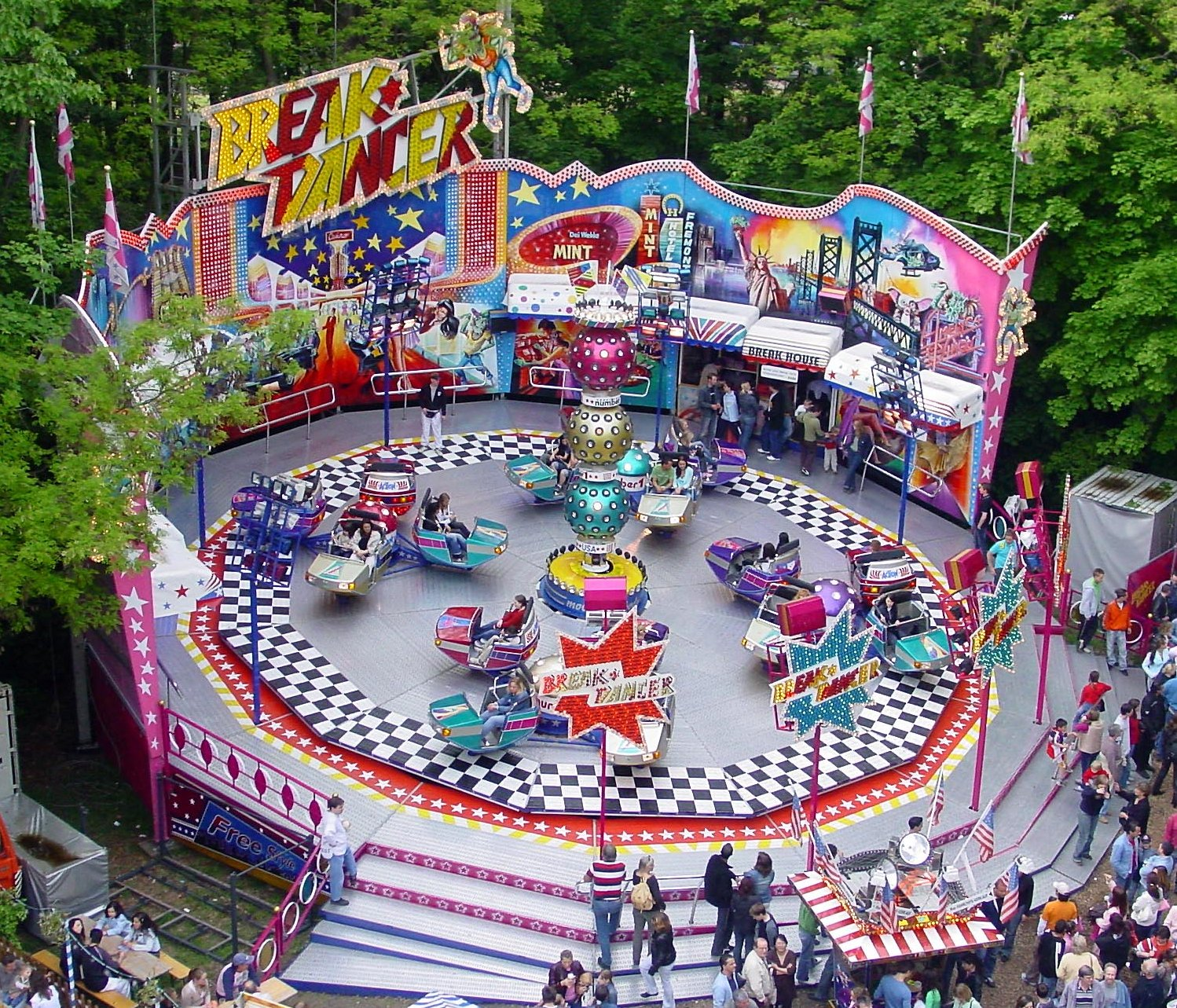
Müller Breakdance am Frankfurter Wäldchestag

Das Fahrgeschäft besteht aus einer um 7 Grad geneigten, meist 12- oder 18-eckigen oder komplett runden Drehscheibe, auf der sich in gleichmäßigem Abstand vier oder sechs Gondelkreuze befinden. Charakteristisch für dieses Fahrgeschäft sind auch die typischen Getriebegeräusche des Drehscheibenantriebes, die sich als Heulen oder Singen äußern, besonders beim Beschleunigen und Abbremsen. Diese rühren konstruktionsbedingt von den verwendeten Übersetzungen her; ein Elektromotor ist mittels Keilriemen mit dem Getriebe verbunden. Teilweise wurden die Anlagen bereits auf geräuschärmere Antriebe umgerüstet. An den Gondelkreuzen sind jeweils vier Gondeln befestigt. In jeder Gondel können bis zu zwei Fahrgäste Platz nehmen. Die Drehscheibe und die Gondelkreuze werden durch Elektromotoren angetrieben und die Gondeln dadurch in eine kombinierte Drehung versetzt. Ähnlich wie die Drehscheibe sind die Gondeln schräg an den Gondelkreuzen befestigt, können jedoch frei um ihre eigene Achse schwingen.
Die Schrägstellungen, die Kombination zweier gegenläufiger Drehungen (Drehscheibe linksherum, Gondelkreuze rechtsherum) und die frei beweglichen Gondeln sorgen für das charakteristische Fahrgefühl dieses Fahrgeschäftes. Aufgrund der wilden und oftmals nur schwer vorhersehbaren und ständig ändernden Fahrtbewegung lehnt sich der Name daher an den Breakdance-Tanzstil an.
Der erste Break Dance wurde 1985 von der Huss Maschinenfabrik GmbH & Co. KG an die Bremer Schaustellerfamilie Dreher-Zarnitz (heute Dreher-Vespermann) ausgeliefert. Dieses Modell ist sozusagen das Original und dreht auch heute noch in zeitgemäßer technischer und optischer Ausstattung seine Runden bundesweit.

## Typische Fahrelemente

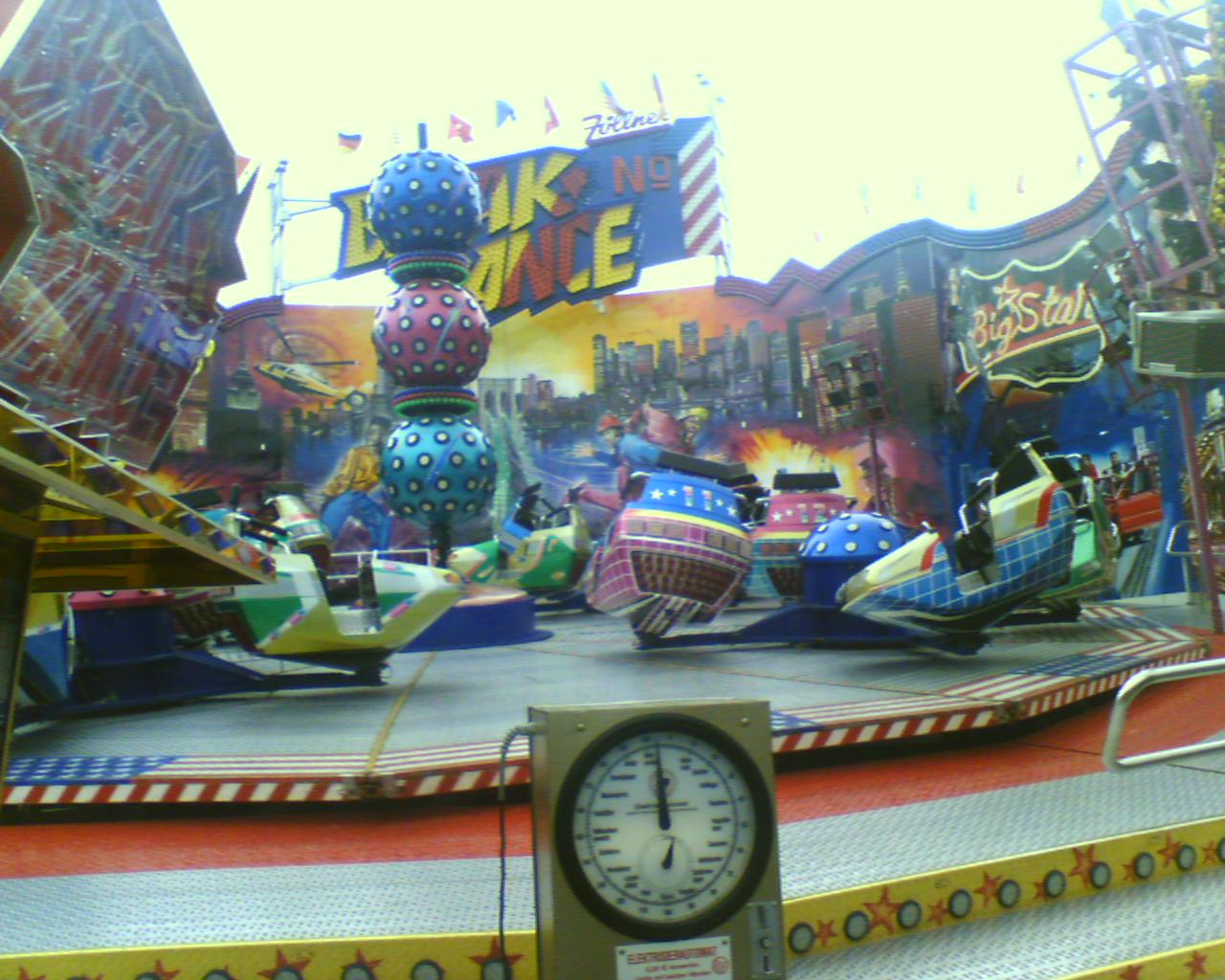
Break Dance No. 1 (Zöllner) in Betrieb beim Maifest 2010 auf der Heilbronner Theresienwiese

Die Bewegungen der Gondeln hängen von einer Vielzahl von Einflüssen ab, die teilweise zufällig bedingt sind. Aus diesem Grund ist der Ablauf einer Fahrt weder vom Ride-OP noch vom Fahrgast immer absehbar und steuerbar.
Prinzipiell ist die Drehung der Gondel um die eigene Achse meistens innerhalb eines bestimmten Drehwinkelbereichs schwingend, seltener dreht sich die Gondel schlagartig komplett um die eigene Achse oder bleibt auf ein Drehzentrum wie zum Beispiel die Gondelkreuze ausgerichtet. Durch geschickte Verlagerung des Körpergewichts kann ein Fahrgast die Gondel auch in einen Zustand länger anhaltender bis zu permanenter Rotation versetzen. In der Szene der Kirmes-, Fahrgeschäfts- und Achterbahnfans wird dies meist als „sporten“ bezeichnet, da der Fahrgast teilweise mit großem Krafteinsatz gegen die Fliehkräfte arbeiten muss, um sein Gewicht zu verlagern.
Folgende Einflussfaktoren wirken sich auf Gondelbewegung aus:
- absolute Geschwindigkeit der Drehscheibe
- absolute Geschwindigkeit der Gondelkreuze
- Gewicht und Lage der Fahrgäste innerhalb der Gondel
- vorhandener Schwung der Gondel
- Wechsel von Geschwindigkeiten
- Position auf der Drehscheibe (aufgrund der Schrägstellung)

Die Faktoren beeinflussen sich gegenseitig und sind oft auch nicht leicht ihrer Wirkung zuzuordnen, da beispielsweise der Geschwindigkeitswechsel selbst Einfluss nimmt, während die absolute Geschwindigkeit im jeweiligen Moment auch eine Rolle für das Gondelverhalten spielt.
Werden die Geschwindigkeiten konstant gehalten, stabilisiert sich nach kurzer Zeit ein gewisser Bewegungsablauf. Um das zu verhindern und somit die Fahrt spannend zu halten, unterliegt die Geschwindigkeit in aller Regel einem ständigen Wechsel.
Trotz der vielfältigen Faktoren und Möglichkeiten der Drehung sind gewisse Fahrelemente immer wieder auszumachen:
- Langsame Drehscheibe und Gondelkreuze – die Gondeln schwingen im Wesentlichen abhängig von ihrer Position auf der Drehscheibe sehr langsam und in einem weiten Winkelbereich.
- Schnelle Gondelkreuze (Facelifting) – geringe Geschwindigkeit der Drehscheibe, hohe Geschwindigkeit der Kreuze. Die Gondeln richten sich in Richtung des Drehzentrums aus und schwingen kaum bis gar nicht. Es treten merkbar hohe g-Kräfte auf, die einen in die Gondel drücken. Zusätzlich ist es noch möglich, bei dieser Fahrfigur die Gondelbremsen anzuziehen, wodurch die Gondeln festgesetzt werden.
- Mittelschnelle Drehscheibe, schnelle Gondelkreuze – die Gondeln schwingen in weitem Winkel und bleiben immer wieder für kurze Zeit in einem bestimmten Winkel stehen.
- Schnelle Drehscheibe – die Gondeln rasen sehr schnell auf den Außenrand der Drehscheibe zu und wechseln von dort aus ihre Richtung. Durch das Abbremsen am Rand und Beschleunigen in eine andere Richtung entsteht das Gefühl, ständig von der Drehscheibe geworfen zu werden.

## Typen
| Typ                  | Hersteller              | Premiere | Gondeln    | th. Kapazität   | Größe       | Gewicht | Höhendiff. | Drehzahl                                  | elektrische Leistung                   |
| -------------------- | ----------------------- | -------- | ---------- | --------------- | ----------- | ------- | ---------- | ----------------------------------------- | -------------------------------------- |
| Breakdance No. 1     | HUSS                    | 1985     | 16 (4 × 4) | 1300 Personen/h | 20 m × 20 m | 40 t    | 2,8 m      | Drehscheibe: 14/min, Gondelkreuze: 28/min | 90 kW Antrieb, 40 kW Licht             |
| Breakdance No. 2     | HUSS                    | 1987     | 24 (6 × 4) | 1800 Personen/h | 25 m × 25 m | 65 t    | 2,8 m      | Drehscheibe: 12/min, Gondelkreuze: 28/min | 140 kW Antrieb, 100 kW Licht           |
| Breakdance No. 3     | HUSS                    | 1989     | 16 (4 × 4) | 1300 Personen/h | 18 m × 18 m | 27 t    | keine      | Drehscheibe: 14/min, Gondelkreuze: 28/min | 90 kW Antrieb, 20 kW Licht             |
| Breakdance 4 (Rodeo) | HUSS                    | 1996     | 12 (3 × 4) | 650 Personen/h  | 13 m × 13 m | 7 t     | keine      | ?                                         | 56 kW Antrieb                          |
| Breakdance 5         | HUSS                    | 2024     | 20 (5 × 4) | 1200 Personen/h | Ø 16,5 m    | ?       | 2,8 m      | ?                                         | 150 kW                                 |
| Blade Runner         | Safeco                  | ?        | 16 (4 × 4) | 1200 Personen/h | 16 m × 14 m | 46 t    | ?          | ?                                         | 40 kW                                  |
| Break Dance          | Sobema                  | ≤1991    | 16 (4 × 4) | ?               | 17 m × 17 m | ?       | ?          | ?                                         | ?                                      |
| Crazy Dance          | Fabbri                  | ?        | 16 (4 × 4) | 640 Personen/h  | 16 m × 17 m | 20 t    | 1,6 m      | ?                                         | 85 kW Antrieb, 30 kW Licht             |
| Magic Dance          | Top Fun                 | ?        | 16 (4 × 4) | 1200 Personen/h | 18 m × 16 m | ?       | ?          | ?                                         | 70 kW Antrieb                          |
| Star Dancer          | Nauta Bussink – Heeg NL | 1990     | 16 (4 × 4) | 1.400           | ?           | 45 t    | ?          | ?                                         | Gondelantrieb 4 × 7,5 kW und 2 × 30 kW |

Reisende Anlagen (Beispiele):
- Break Dancer (u. a. Sobczyk, Engelbrecht, Spangenberger) – kleine Breaker
- Break Dancer (Alexander Schramm & Sohn) – kleine Breaker
- Break Dance (u. a. Freiwald, Seiferth, Hentrich) – kleine Breaker
- Break Dance F1 – Meyer (kleiner Breaker)
- Break Dance No. 1 (u. a. Grünberg/Kaiser, Welte) – kleine Breaker
- Break Dance No. 1 – Kinzler / Rasch (großer Breaker)
- Break Dance No. 1 – Bonner (kleiner Breaker)
- Break Dance No. 2 – Bonner (großer Breaker)
- Break Dancer Das Original / No. 1 – Dreher/Vespermann (kleiner Breaker)
- Break Dancer No. 2 – Dreher/Vespermann (großer Breaker)
- (Dom)Dancer – Robert Rasch (kleiner Breaker)
- Break Dance No. 1 – Mathias Straube (kleiner Breaker)

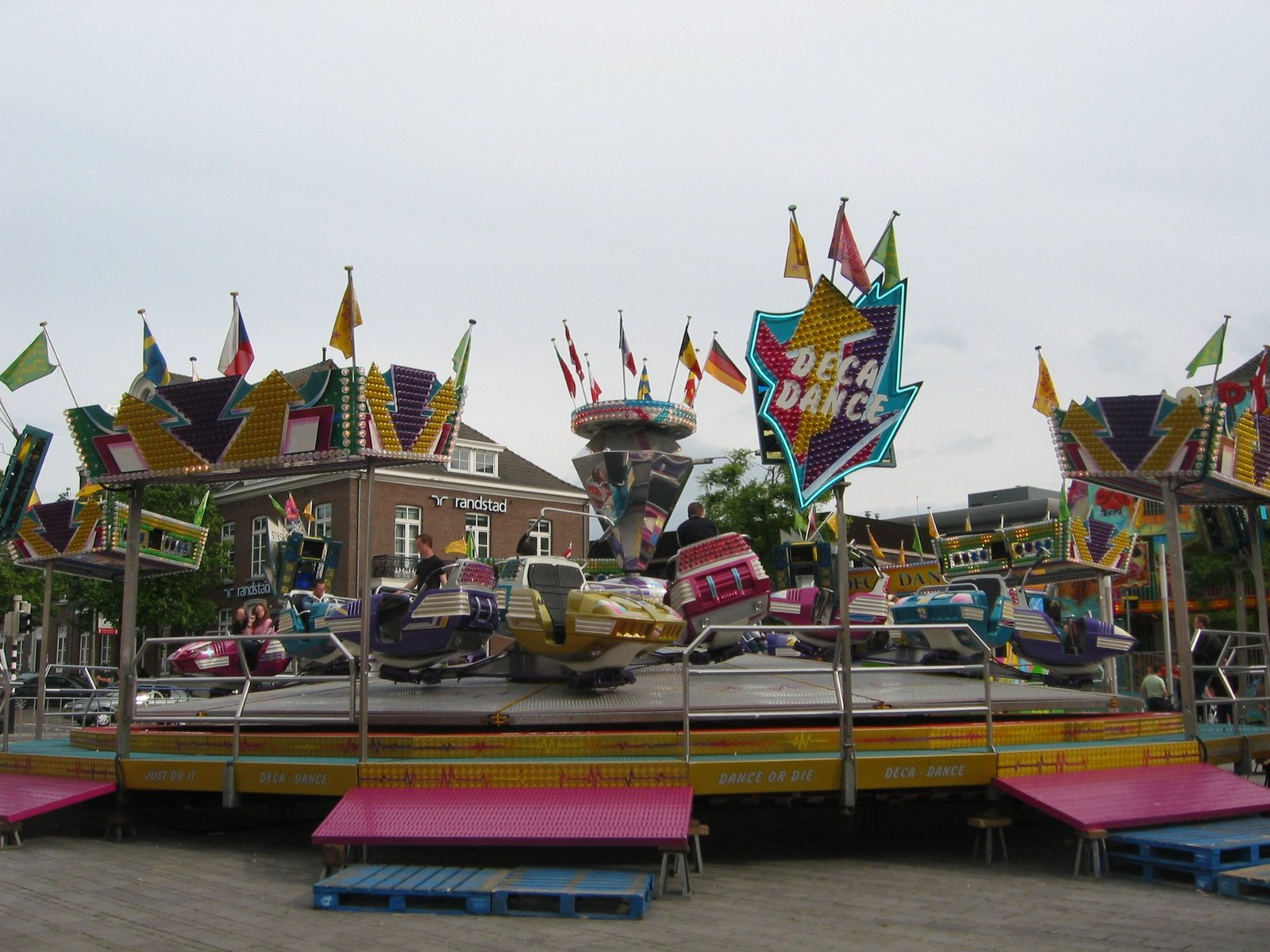
Deca Dance: ein Star Dancer von Nauta Bussink

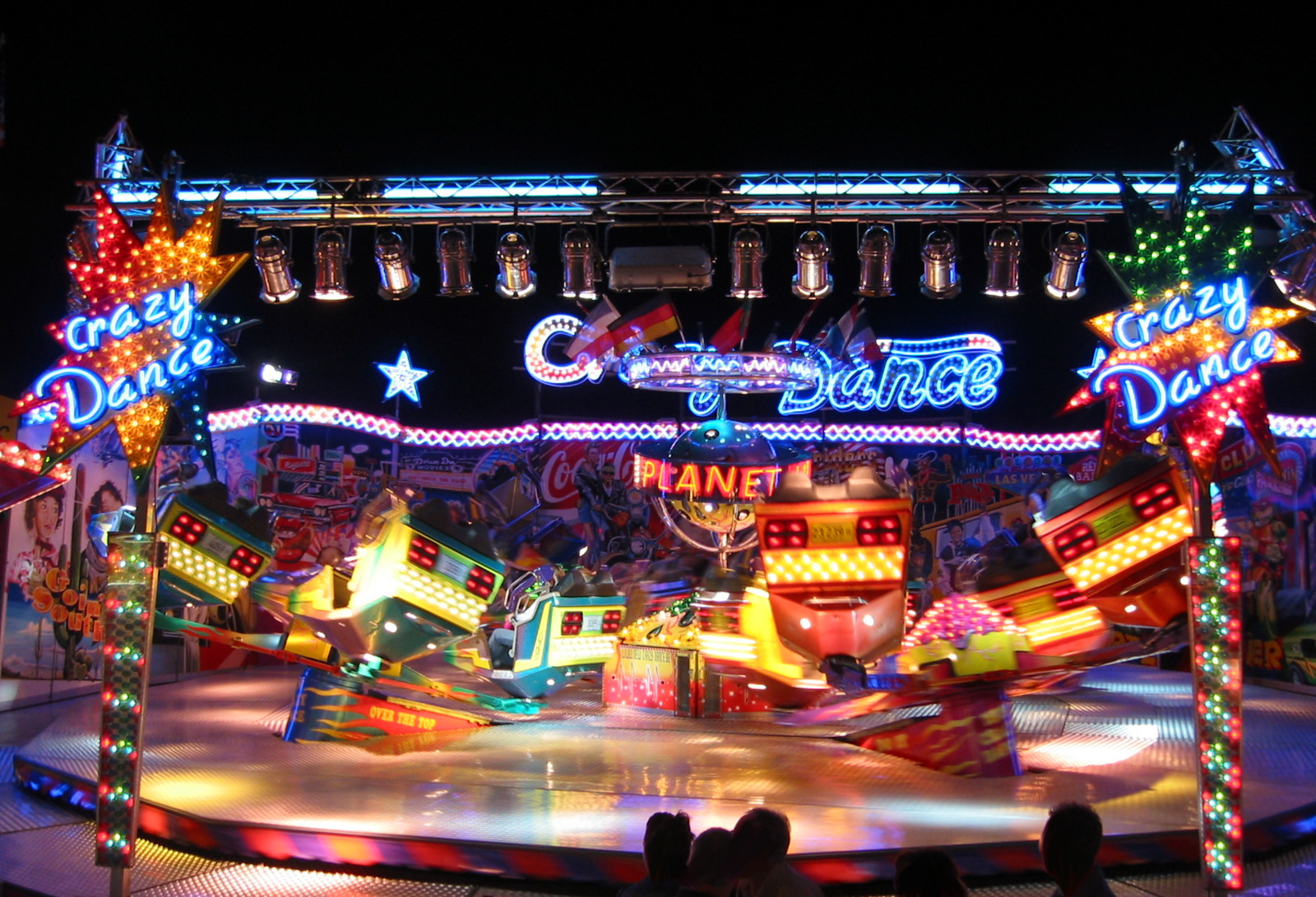
New Crazy Dance: ein Break Dance von Sobema mit angehobenen Gondelkreuzen

Beim Breakdance 3 ist im Gegensatz zu Version 1 und 2 die Plattform nicht schräggestellt, daher kann sie von allen Seiten betreten werden. Dafür ist die Plattform kegelförmig, d. h., der höchste Punkt ist in der Mitte und von dort fällt sie rundum zum Rand hin gleichmäßig ab.
Der Breakdance 4 ist eine Version für den stationären Einsatz (z. B. in Freizeitparks) und besitzt keine Bodenplatte. Er gehört zu den ASR-Produkten (Advanced System Ride) des Herstellers, die alle auf die gleiche Plattform gebaut werden und somit austauschbar wären.
Auf der IAAPA Expo Europe 2021 stellte Huss Park Attractions einen Entwurf für die fünfte Auflage des Break Dance vor. Abweichend vom Ur-„Break Dance“ hat der Break Dance 5 einen zentralen Fahrstand in der Mitte des Fahrgeschäfts, fünf Gondelkreuze sowie ein neues futuristisches Gondeldesign. Im Dezember 2023 wurde damit begonnen, die erste stationäre Break-Dance-5-Anlage im Wiener Prater zu installieren. Diese soll im Laufe des Jahres 2024 als Laserdance in Betrieb gehen. Der Break Dance 5 wird von Huss auch wieder als transportable Reiseversion angeboten.
Blade Runner, Break Dance, Crazy Dance, Magic Dance und Star Dancer sind Kopien anderer Hersteller, wobei sich der Crazy Dance und der Break Dance von Sobema durch eine Hubmechanik unter den Gondelkreuzen vom Original absetzen und sich beim Star Dancer die Drehrichtung der Plattform ändern lässt. Der Magic Dance hat Gondeln, die sich laut Hersteller mit bis zu drei Personen besetzen lassen.
Der Star Dancer von Nauta Bussink ist in Weltraum-Optik gehalten und besitzt ein eher schnelles Fahrprogramm. Die Hauptantriebe erlauben als einzige die Fahrt in zwei Richtungen und eine doppelte Beschleunigungs-Geschwindigkeit gegenüber der HUSS-Ausführung. Die Gondeln sind selbst positionierbar. Insgesamt wurden vier Fahrgeschäfte hergestellt, zwei davon befinden sich in den Niederlanden und jeweils eines in Deutschland bzw. in Südkorea.

## Sicherheit
Nach DIN EN 13814 muss in Europa der unbeabsichtigte Kontakt von Wartenden mit der Drehscheibe verhindert werden. Bei derartigen Karussells geschieht dies durch Abzäunungen bzw. Absperrungen.